# 比賈布爾縣 (卡納塔克邦)

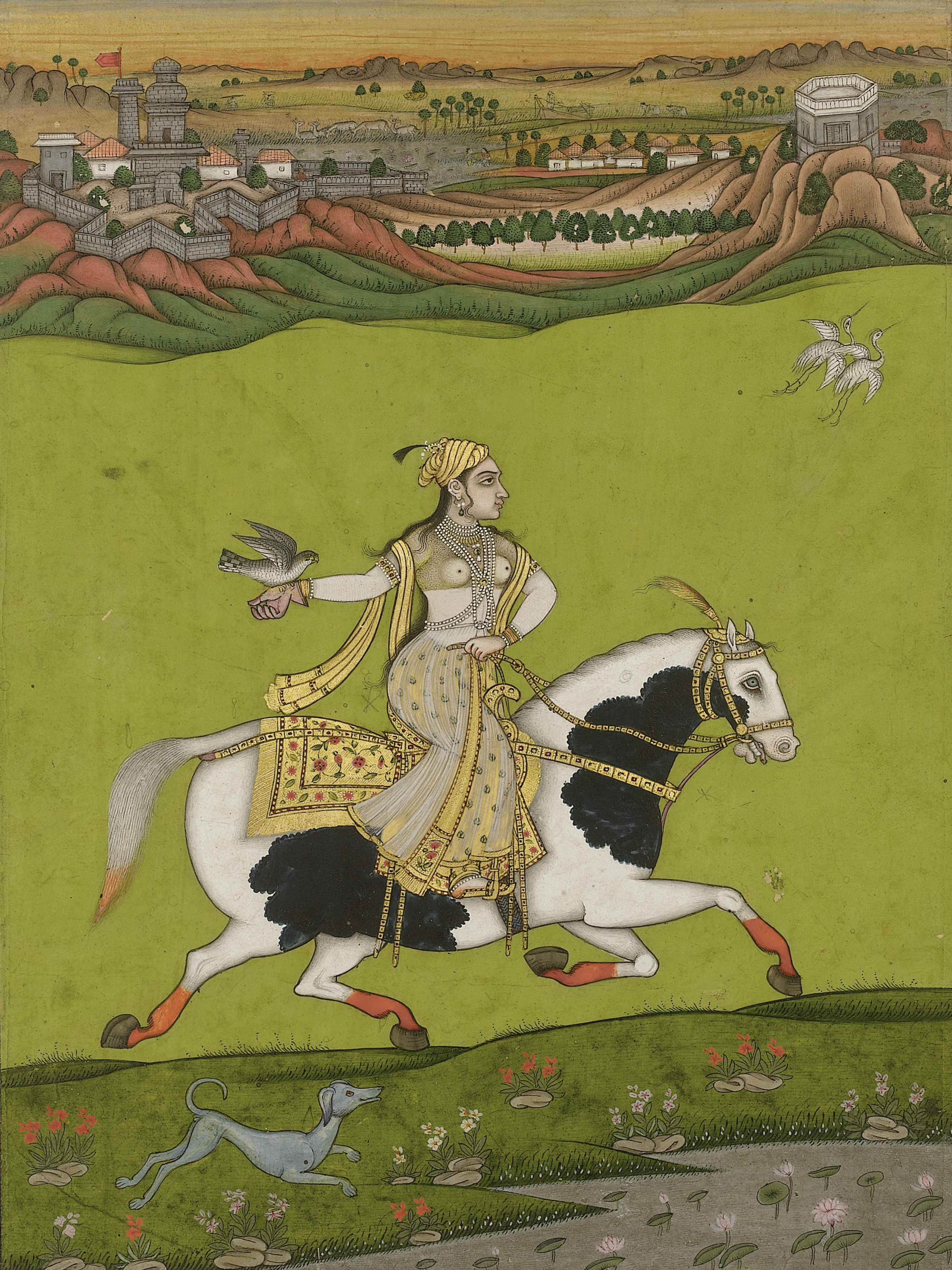

比賈布爾縣是印度的一個縣，位於該國西南部，由卡納塔克邦負責管轄，面積10,541平方公里，識字率為67.2%，2010年人口2,206,918，人口密度每平方公里209人。

## 外部連結
- "Samanya Mahiti"a periodical released by the Bijapur Zilla Parishad.
- Bijapur District （页面存档备份，存于）
- Bijapur Heritage （页面存档备份，存于）
- Profile of Adil Shah II. （页面存档备份，存于）
- Bijapur at the Islamic Monuments of India Photographic Database （页面存档备份，存于）
- SUFIS OF BIJAPUR
- IGNOU in the hindu newspaper （页面存档备份，存于）

| \| \| 卡纳塔克邦行政区划 \| |                    |
| 查马拉贾纳加尔县\| 南卡纳达县 \| 巴加尔果特县 \| 班加罗尔市区县 \| 班加罗尔乡村县 \| 贝尔高姆县 \| 贝拉里县 \| 比德尔县 \| 比贾布尔县 \| 奇克马加卢尔县 \| 奇特拉杜尔加县 \| 达文盖雷县 \| 达尔瓦德县 \| 加达格县 \| 古尔伯加县 \| 哈桑县 \| 哈韦里县 \| 果达古县 \| 果拉尔县 \| 戈伯尔县 \| 曼迪亚县 \| 迈索尔县 \| 赖久尔县 \| 希莫加县 \| 杜姆古尔县 \| 乌杜皮县 \| 北卡纳达县 \| |                    |
| 参考： 卡纳塔克邦 - 印度行政区划 |                    |
| | 卡纳塔克邦行政区划 |